# Prince Baffoe
Prince Baffoe (sinh ngày 10 tháng 10 năm 1993) là một cầu thủ bóng đá người Ghana hiện tại thi đấu cho Penn FC ở USL theo dạng cho mượn từ Inter Allies.

## Sự nghiệp
Baffoe ký hợp đồng với đội bóng United Soccer League Penn FC theo dạng cho mượn từ Inter Allies.